# Stanisław Rostwowowski
Stanisław Rostwowowski, poljski general, * 1888, † 1944.